# Joodse begraafplaats (Assen)
De Joodse begraafplaats van Assen in de Nederlandse provincie Drenthe ligt aan de Oude Haarweg in het Twijfelveld, een natuurgebied net even buiten het Asserbos. De begraafplaats is gesticht in de achttiende eeuw.

## Historie
Lange tijd mochten joden zich niet vrij in de Nederlandse plaatsen vestigen. In Assen was 'de jode Meier' in 1742 een van de eersten. Na deze Meijer vestigden zich meerdere joden in de Drentse hoofdstad. Zij benaderden de gemeente Assen met het verzoek om grond voor een eigen begraafplaats. In 1778 kreeg Petrus Hofstede van het Landschapsbestuur de opdracht hiervoor een stuk grond aan te wijzen. Zij kregen daarvoor de beschikking over een stuk grond in het Twijfelveld. De begraafplaats is de oudst bestaande begraafplaats in Assen. Hij is in de loop van de jaren uitgebreid en heeft nu een grootte van 0,5 hectare.
Er staan zowel Nederlandse als Hebreeuwse teksten op de grafstenen. De oudst bewaard gebleven grafsteen is van Golda, dochter van Jehoeda (1793). De begraafplaats is omgeven door een hek en is niet vrij toegankelijk.

## Monumenten

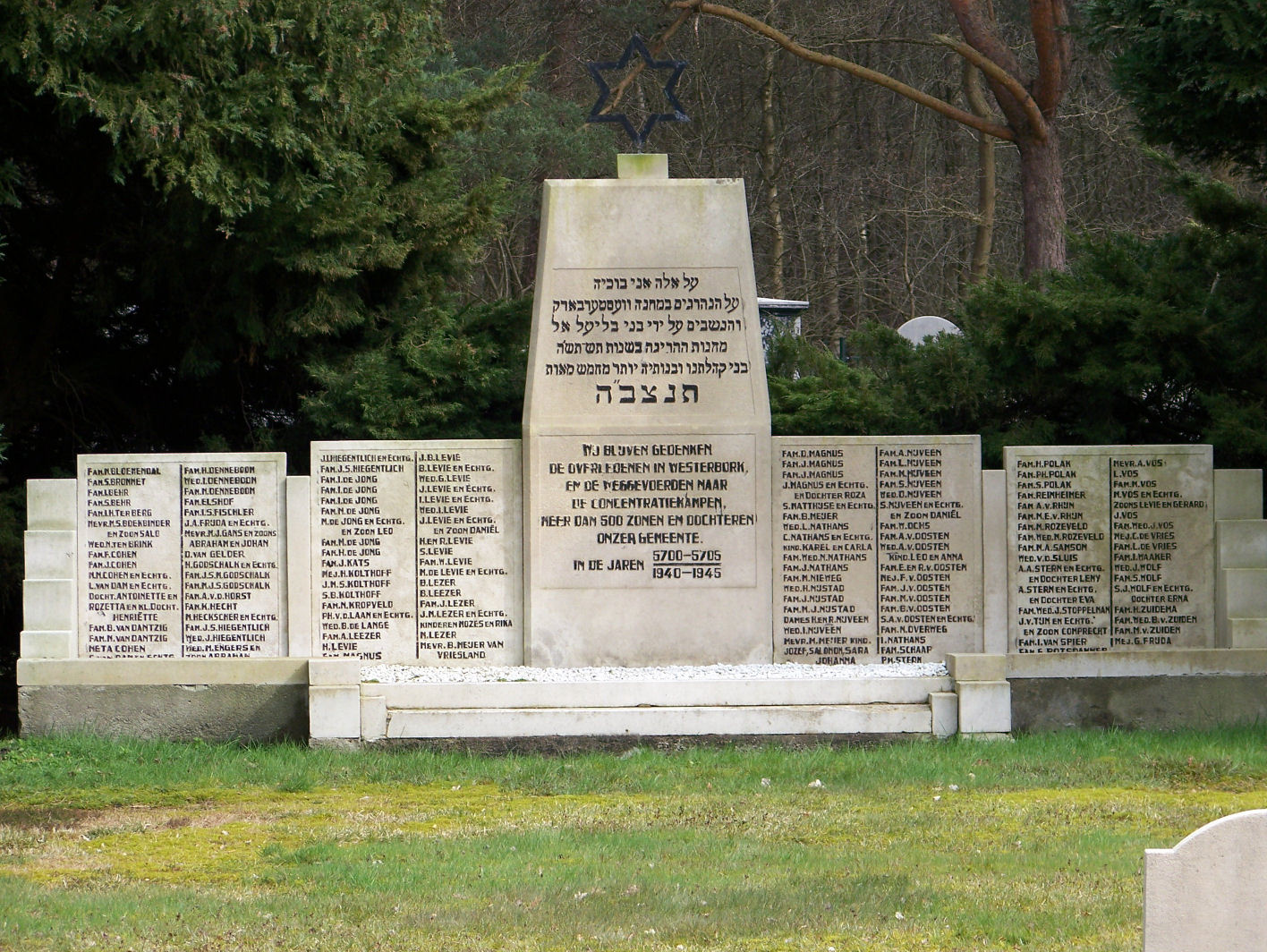
Het Joods grafmonument (1951)

Tijdens de Holocaust gedurende de Tweede Wereldoorlog is een groot deel van de Asser joodse gemeenschap weggevoerd en vermoord in kampen. Ter herinnering daaraan staat op de begraafplaats het Joods grafmonument. Het monument werd op 17 juni 1951 onthuld door opperrabbijn Justus Tal in aanwezigheid van genodigden, waaronder Hugo Jozias de Dreu, burgemeester van Assen.
Op een wit natuurstenen zuil, bekroond met een davidster staat:
Wij blijven gedenken de overledenen in Westerbork, en de weggevoerden naar de concentratiekampen. Meer dan 500 zonen en dochteren onzer gemeente. In de jaren 5700-5705 / 1940-1945
Aan weerszijden van de zuil zijn gedenkplaten aangebracht met daarop de namen van 189 oorlogsslachtoffers.
Het tweede monument werd in 1970 onthuld. Het bestaat uit drie witte, natuurstenen platen met de namen van 156 joodse oorlogsslachtoffers voor wie geen afzonderlijke zerk is opgericht.